# Sonja Eichwede

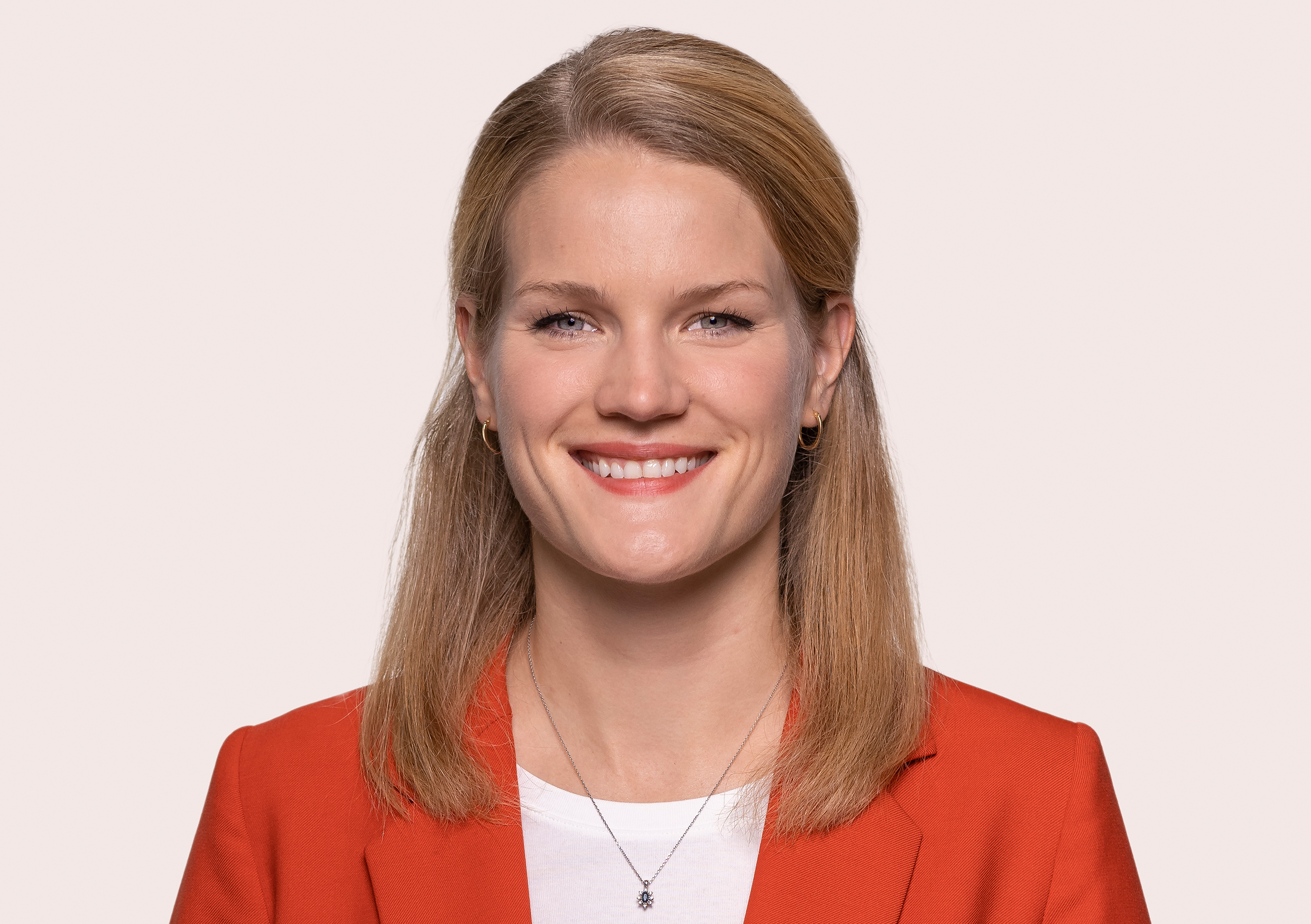
Sonja Eichwede (2021)

Sonja Katharina Eichwede (* 25. Oktober 1987 in Bremen) ist eine deutsche Politikerin (SPD) und seit 2021 Mitglied des Deutschen Bundestages.

## Leben
Eichwede legte ihr Abitur am Kippenberg-Gymnasium in Bremen im Jahre 2007 ab und absolvierte ein Auslandsjahr in Watertown, South Dakota (USA). Anschließend studierte sie bis 2013 Rechtswissenschaft an der Eberhard Karls Universität Tübingen. Mit Hilfe eines Erasmusstipendiums verbrachte sie 2010 ein Auslandssemester in Oslo. 2013 legte Eichwede die erste juristische Prüfung ab. Daraufhin war sie bis 2015 Rechtsreferendarin beim Landgericht Bremen. Ab 2016 arbeitete sie für die SPD in Brandenburg und danach als wissenschaftliche Mitarbeiterin der SPD-Bundestagsabgeordneten Dagmar Ziegler. 2020 wurde sie Richterin im Landgerichtsbezirk Neuruppin. Seit ihrer Wahl in den Deutschen Bundestag im Jahr 2021 ruht das Richteramt.
Eichwede ist evangelisch-lutherischer Konfession und ledig.

## Politik
Bei der Bundestagswahl 2021 kandidierte Eichwede als Direktkandidatin im Bundestagswahlkreis Brandenburg an der Havel-Potsdam-Mittelmark I-Havelland III-Teltow-Fläming I. Sie gewann das Direktmandat mit 32,1 % der Erststimmen und setzte sich unter anderem gegen die CDU-Kandidatin Dietlind Tiemann durch. Für die Dauer dieser Wahlperiode war sie rechtspolitische Sprecherin der SPD-Bundestagsfraktion.
Bei der Bundestagswahl 2025 kandidierte sie erneut in ihrem Wahlkreis und auf dem Landeslistenplatz 4 der SPD in Brandenburg. In ihrem Wahlkreis unterlag sie dem Kandidaten der AfD Arne Raue. und zog über die Landesliste in den Bundestag ein. Die SPD-Bundestagsfraktion wählte sie am 7. Mai 2025 zur stellvertretenden Fraktionsvorsitzenden mit der Zuständigkeit für Innen- und Rechtspolitik, Verbraucherschutz, Wahlprüfung, Immunität, Petitionen und Sport. Am 26. Juni 2025 wählte das Plenum des Bundestages sie in das Parlamentarische Kontrollgremium zur Kontrolle der Nachrichtendienste des Bundes.

## Familie
Sonja Eichwede ist Tochter des Historikers und emeritierten Professors für Politik und Zeitgeschichte Osteuropas der Universität Bremen Wolfgang Eichwede. Sie hat einen Sohn mit Erik Stohn.

## Mitgliedschaften
Sonja Eichwede ist Mitglied der überparteilichen Europa-Union Deutschland, die sich für ein föderales Europa und den europäischen Einigungsprozess einsetzt.